# Klára Rajnai
Klára Rajnai (ur. 21 listopada 1953 w Budapeszcie) – węgierska kajakarka. Dwukrotna medalistka olimpijska z Montrealu.
Zawody w 1976 były jej jedynymi igrzyskami olimpijskimi. Zajęła drugie miejsce w kajakowych dwójkach na dystansie 500 metrów (wspólnie z Anną Pfeffer) oraz była trzecia w jedynkach. Była dwukrotną brązową medalistką mistrzostw świata – w K-4 na dystansie 500 metrów w 1975 i w kajakowej jedynce na dystansie 500 metrów w 1979.